# Appias aegis
Appias égide é uma borboleta da família Pieridae. Ela pode ser encontrada no sudeste da Ásia.

## Sub-espécies
As seguintes sub-espécies são reconhecidas:
- Appias aegis aegis
- Appias égide illana (C. & R. Felder, 1862)
- Appias égide cynis (Hewitson, [1866])
- Appias égide pryeri (Distante, 1885)
- Appias égide caepia Fruhstorfer, 1910
- Appias égide gerasa Fruhstorfer, 1910
- Appias égide polisma (Hewitson, [1861])
- Appias égide egina (Fruhstorfer, 1899)